# أكزادر الموجودة أمام الكابتول (دقة)
أكزادر الموجودة أمام الكابتول هو معلم أثري تونسي مصنف من قبل المعهد الوطني للتراث يقع في ولاية باجة في الشمال الغربي التونسي، تحديدا في دقة تم تصنيف المعلم في يوم 13 مارس 1912.

## مقالات ذات صلة
- قائمة المعالم الأثرية المصنفة في تونس